# Achtersloot
Achtersloot is een buurtschap in de provincie Utrecht, in de streek Lopikerwaard, gemeente IJsselstein. De buurtschap Achtersloot ligt ten noordwesten van de kern IJsselstein, rond de wegen Achtersloot, Broeksdijk, Stuivenbergweg en Zuid IJsseldijk. Het gedeelte van de Achtersloot buiten de kern IJsselstein kan tot de buurtschap worden gerekend. Tot de en met de huisnummers 37 (oneven zijde) en 122 (even zijde) ligt deze weg in de bebouwde kom. De buurtschap heeft de postcode van IJsselstein.
Stad: IJsselstein      Buurtschappen: Achtersloot · Klaphek · Knollemanshoek (deels)

Woonwijken: Centrum · Noord · West · Zuid

Woonbuurten: Binnenstad · Nieuwpoort · Groenvliet · Kasteelkwartier · Europakwartier · Oranjekwartier · IJsselveld-Oost · IJsselveld-West · IJsseloevers · Hazenveld en Overwaard · Panoven · De Hoven en De Boomgaard · De Tuinen · Het Hart · De Wereldsteden · De Rivieren · Het Staatse · Benschopperpoort en Het Podium · Achterveld-Zuid · Achterveld-West · Achterveld-Noord · Achterveld-Oost · Eiterse Waard · Landelijk gebied Noord · Landelijk gebied Zuid

Overige buurten: Rijpickerwaard · Paardenveld · Over Oudland · Industrieterrein Lage Dijk · Bedrijventerrein De Corridor
Utrecht · Plaatsen in de provincie      Nederland · Provincies · Gemeenten